# Zugspitz Ultratrail
Le Zugspitz Ultratrail est une compétition d'ultra-trail disputée à Garmisch-Partenkirchen en Allemagne. Elle a été créée en 2011.

## Histoire
Voyant les évènements d'ultra-trail connaître un succès populaire croissant durant les années 2000, Uta et Heinrich Albrecht de la société événementielle Plan B décident de créer un évènement similaire en Allemagne. Mettant à profit leur expérience grâce à leur autre évènement de trail, la Transalpine Run, ils mettent en place un ultra-trail de 101 kilomètres dans la région de Garmisch-Partenkirchen avec le départ et l'arrivée à Grainau et qui effectue le tour du massif du Wetterstein. Sponsorisé par l'équipementier sportif Salomon, la première édition a lieu en 2011 et voit la participation de plusieurs coureurs internationaux et connaît d'emblée un succès populaire avec plus de 700 participants. L'Espagnol Miguel Heras et l'Allemande Julia Böttger sont les premiers vainqueurs.
En 2015, des chutes de neige, de la pluie et des températures froides contraignent les organisateurs à raccourcir les parcours pour des questions de sécurité. Disqualifiée l'année précédente, l'Italienne Simona Morbelli remporte la victoire féminine.
En 2018, le record de participation est battu avec plus de 2 500 coureurs au départ, confirmant le statut de plus importante épreuve de trail d'Allemagne.
En 2019, des conditions météorologiques défavorables forcent les organisateurs à annuler les deux épreuves les plus longes, l'Ultratrail et le Supertrail XL. Les coureurs inscrits à ces deux épreuves sont redirigés sur le Supertrail.
L'édition 2020 est annulée en raison de la pandémie de Covid-19, tout comme l'édition 2021.
Pour fêter la dixième édition en 2022, le départ et l'arrivée des parcours étaient déplacés à l'Olympia-Skistadion à Garmisch-Partenkirchen.
L'édition 2022 a accueilli les championnats d'Allemagne d'ultra-trail sur le parcours du Supertrail XL. Chez les hommes, Markus Mingo remporte son deuxième titre en terminant deuxième derrière le Péruvien Remigio Huaman Quispe. Chez les femmes, l'ancienne marathonienne Anna Hahner reconvertie au trail s'impose.
En 2023, les noms des différentes compétitions ont été modifiés et, à l'exception de l'Ultratrail, ils ont été nommés d'après leur lieu de départ respectif. Les parcours ont été légèrement adaptés et, grâce à la boucle supplémentaire autour de l'Osterfelderkopf, ils sont plus longs et un peu plus difficiles. Le Grainau Trail pour les débutants a été nouvellement introduit. Les six compétitions sont réparties sur deux jours : le vendredi, le Garmisch-Partenkirchen Trail et les deux longues distances prennent le départ, tandis que les autres compétitions ont lieu le samedi.
En 2025, une nouvelle épreuve de 100 milles, la ZUT100, est ajoutée à l'événement.

## Parcours

### Ultratrail
Le départ est donné au centre de Garmisch-Partenkirchen. Il se dirige vers l'Alpspitze et monte jusqu'à la station supérieure de l'Alpspitzbahn. Il redescend sur le village de Grainau et passe à proximité du lac d'Eibsee. Il longe la Zugspitze, le Schneefernerkopf et les Wetterspitzen. Le parcours passe à proximité du village d'Ehrwald puis monte jusqu'au Wannigsattel, point culminant du parcours à 2 182 m d'altitude. Il longe le Hochwanner, les Hundsstallköpfe et redescend dans le Leutaschtal qu'il suit jusqu'à Mittenwald. Le parcours arrive au pied de l'Obere Wettersteinspitze puis passe à proximité du Schloss Elmau et fait une boucle autour de l'Osterfelderkopf. Il rejoint finalement Garmisch-Partenkirchen où est donnée l'arrivée au même endroit que le départ. Il mesure 111 km pour 5 200 m de dénivelé positif et négatif.

### Ehrwald Trail (anciennement: Supertrail XL)
Le départ est donné au centre de Garmisch-Partenkirchen. Il suit le parcours de l'Ultratrail jusqu'à l'arrivée à Garmisch-Partenkirchen. Il mesure 87 km pour 4 100 m de dénivelé positif et 3 870 m de dénivelé négatif.

### Leutasch Trail (anciennement: Supertrail)
Le départ est donné à Leutasch. Il suit le parcours de l'Ultratrail jusqu'à l'arrivée à Garmisch-Partenkirchen. Il mesure 69 km pour 2 950 m de dénivelé positif et 3 190 m de dénivelé négatif.

### Mittenwald Trail (anciennement: Basetrail XL)
Le départ est donné à Mittenwald. Il mesure 45 km pour 1 920 m de dénivelé positif et 2 130 m de dénivelé négatif.

### Garmisch-Partenkirchen Trail (anciennement: Basetrail)
Il mesure 31 km pour 1 535 m de dénivelé positif et 1 460 m de dénivelé négatif. Il est introduit en 2015.

### Grainau Trail
Le départ est donné à Grainau. Il mesure 14 km pour 500 m de dénivelé positif et 540 m de dénivelé négatif. Il est introduit en 2023.

## Vainqueurs

### Ultratrail
| Édition | Date | Hommes | Hommes          | Hommes          | Femmes | Femmes          | Femmes           |
| ------- | ---- | ------ | --------------- | --------------- | ------ | --------------- | ---------------- |
|         |      | Rang   | Athlète         | Temps           | Rang   | Athlète         | Temps            |
| 1re     | 2025 | 1er    | Thomas Ungethüm | 24 h 0 min 45 s | 3e     | Joanna Tallmann | 24 h 57 min 22 s |

| Édition | Date | Hommes                                                  | Hommes                                                  | Hommes                                                  | Femmes                                                  | Femmes                                                  | Femmes                                                  |
| ------- | ---- | ------------------------------------------------------- | ------------------------------------------------------- | ------------------------------------------------------- | ------------------------------------------------------- | ------------------------------------------------------- | ------------------------------------------------------- |
|         |      | Rang                                                    | Athlète                                                 | Temps                                                   | Rang                                                    | Athlète                                                 | Temps                                                   |
| 1re     | 2011 | 1er                                                     | Miguel Heras                                            | 10 h 55 min 19 s                                        | 24e                                                     | Julia Böttger                                           | 14 h 15 min 8 s                                         |
| 2e      | 2012 | 1er                                                     | Julien Chorier                                          | 11 h 55 min 37 s                                        | 8e                                                      | Ildikó Wermescher                                       | 14 h 9 min 3 s                                          |
| 3e      | 2013 | 1er                                                     | Philipp Reiter                                          | 11 h 11 min 31 s                                        | 23e                                                     | Ildikó Wermescher — 2e victoire                         | 13 h 45 min 1 s                                         |
| 4e      | 2014 | 1er                                                     | Stephan Hugenschmidt                                    | 10 h 36 min 50 s                                        | 31e                                                     | Anne-Marie Flammersfeld                                 | 13 h 53 min 21 s                                        |
| 5e      | 2015 | 1er                                                     | Michael Arend                                           | 9 h 44 min 8 s                                          | 16e                                                     | Simona Morbelli                                         | 11 h 11 min 13 s                                        |
| 6e      | 2016 | 1er                                                     | Thomas Farbmacher                                       | 11 h 40 min 9 s                                         | 5e                                                      | Kristin Berglund                                        | 13 h 21 min 27 s                                        |
| 7e      | 2017 | 1er                                                     | Thomas Farbmacher — 2e victoire                         | 11 h 22 min 9 s                                         | 10e                                                     | Lisa Mehl                                               | 13 h 54 min 22 s                                        |
| 8e      | 2018 | 1er                                                     | Tofol Castañer                                          | 10 h 59 min 3 s                                         | 7e                                                      | Caroline Chaverot                                       | 12 h 59 min 33 s                                        |
| 9e      | 2019 | Course annulée en raison des conditions météorologiques | Course annulée en raison des conditions météorologiques | Course annulée en raison des conditions météorologiques | Course annulée en raison des conditions météorologiques | Course annulée en raison des conditions météorologiques | Course annulée en raison des conditions météorologiques |
| -       | 2020 | Course annulée en raison de la pandémie de Covid-19     | Course annulée en raison de la pandémie de Covid-19     | Course annulée en raison de la pandémie de Covid-19     | Course annulée en raison de la pandémie de Covid-19     | Course annulée en raison de la pandémie de Covid-19     | Course annulée en raison de la pandémie de Covid-19     |
| -       | 2021 | Course annulée en raison de la pandémie de Covid-19     | Course annulée en raison de la pandémie de Covid-19     | Course annulée en raison de la pandémie de Covid-19     | Course annulée en raison de la pandémie de Covid-19     | Course annulée en raison de la pandémie de Covid-19     | Course annulée en raison de la pandémie de Covid-19     |
| 10e     | 2022 | 1er                                                     | Thomas Ungethüm                                         | 13 h 16 min 45 s                                        | 15e                                                     | Lada Štalzerová                                         | 15 h 20 min 16 s                                        |
| 11e     | 2023 | 1er                                                     | Marcel Geissler                                         | 12 h 36 min 5 s                                         | 13e                                                     | Marta Wenta                                             | 15 h 12 min 49 s                                        |
| 12e     | 2024 | 1er                                                     | Pierre-Emmanuel Alexandre                               | 10 h 59 min 13 s                                        | 15e                                                     | Esther Fellhofer                                        | 13 h 56 min 52 s                                        |
| 13e     | 2025 | 1er                                                     | Pierre-Emmanuel Alexandre — 2e victoire                 | 11 h 12 min 10 s                                        | 4e                                                      | Lisa Wimmer                                             | 13 h 2 min 56 s                                         |

### Ehrwald Trail (anciennement: Supertrail XL)
| Édition | Date | Hommes                                                  | Hommes                                                  | Hommes                                                  | Femmes                                                  | Femmes                                                  | Femmes                                                  |
| ------- | ---- | ------------------------------------------------------- | ------------------------------------------------------- | ------------------------------------------------------- | ------------------------------------------------------- | ------------------------------------------------------- | ------------------------------------------------------- |
|         |      | Rang                                                    | Athlète                                                 | Temps                                                   | Rang                                                    | Athlète                                                 | Temps                                                   |
| 1re     | 2014 | 1er                                                     | Anton Philipp                                           | 9 h 19 min 56 s                                         | 7e                                                      | Zsófia Pálos                                            | 11 h 14 min 26 s                                        |
| 2e      | 2015 | 1er                                                     | Matthias Krah                                           | 7 h 34 min 6 s                                          | 7e                                                      | Ildikó Wermescher                                       | 8 h 27 min 44 s                                         |
| 3e      | 2016 | 1er                                                     | Peter Van der Zon                                       | 9 h 54 min 37 s                                         | 9e                                                      | Claudia Kahl                                            | 11 h 2 min 1 s                                          |
| 4e      | 2017 | 1er                                                     | Markus Mingo                                            | 9 h 2 min 17 s                                          | 16e                                                     | Eva Sperger                                             | 10 h 46 min 18 s                                        |
| 5e      | 2018 | 1er                                                     | André Purschke                                          | 9 h 50 min 29 s                                         | 12e                                                     | Katharina Hartmuth                                      | 11 h 45 min 41 s                                        |
| 6e      | 2019 | Course annulée en raison des conditions météorologiques | Course annulée en raison des conditions météorologiques | Course annulée en raison des conditions météorologiques | Course annulée en raison des conditions météorologiques | Course annulée en raison des conditions météorologiques | Course annulée en raison des conditions météorologiques |
| -       | 2020 | Course annulée en raison de la pandémie de Covid-19     | Course annulée en raison de la pandémie de Covid-19     | Course annulée en raison de la pandémie de Covid-19     | Course annulée en raison de la pandémie de Covid-19     | Course annulée en raison de la pandémie de Covid-19     | Course annulée en raison de la pandémie de Covid-19     |
| -       | 2021 | Course annulée en raison de la pandémie de Covid-19     | Course annulée en raison de la pandémie de Covid-19     | Course annulée en raison de la pandémie de Covid-19     | Course annulée en raison de la pandémie de Covid-19     | Course annulée en raison de la pandémie de Covid-19     | Course annulée en raison de la pandémie de Covid-19     |
| 7e      | 2022 | 1er                                                     | Remigio Huaman Quispe                                   | 8 h 31 min 14 s                                         | 6e                                                      | Anna Hahner                                             | 9 h 59 min 7 s                                          |
| 8e      | 2023 | 2e                                                      | Till Fischer                                            | 11 h 10 min 38 s                                        | 1re                                                     | Ruth Croft                                              | 11 h 9 min 54 s                                         |
| 9e      | 2024 | 1er                                                     | Benedikt Ritter                                         | 9 h 47 min 17 s                                         | 3e                                                      | Ida-Sophie Hegemann                                     | 10 h 39 min 57 s                                        |
| 10e     | 2025 | 1er                                                     | Max Rahm                                                | 9 h 47 min 51 s                                         | 10e                                                     | Ruth Huber                                              | 12 h 23 min 6 s                                         |

### Leutasch Trail (anciennement: Supertrail)
| Édition | Date | Hommes                                              | Hommes                                              | Hommes                                              | Femmes                                              | Femmes                                              | Femmes                                              |
| ------- | ---- | --------------------------------------------------- | --------------------------------------------------- | --------------------------------------------------- | --------------------------------------------------- | --------------------------------------------------- | --------------------------------------------------- |
|         |      | Rang                                                | Athlète                                             | Temps                                               | Rang                                                | Athlète                                             | Temps                                               |
| 1re     | 2011 | 1er                                                 | Philipp Reiter                                      | 7 h 4 min 4 s                                       | 18e                                                 | Kasia Zając                                         | 9 h 5 min 28 s                                      |
| 2e      | 2012 | 1er                                                 | Philipp Reiter — 2e victoire                        | 6 h 49 min 59 s                                     | 19e                                                 | Simone Philipp                                      | 9 h 12 min 38 s                                     |
| 3e      | 2013 | 1er                                                 | Thomas Geisenberger                                 | 7 h 7 min 6 s                                       | 43e                                                 | Simone Philipp — 2e victoire                        | 9 h 25 min 46 s                                     |
| 4e      | 2014 | 1er                                                 | Martin Schedler                                     | 6 h 41 min 54 s                                     | 14e                                                 | Eva Fäberböck                                       | 7 h 52 min 16 s                                     |
| 5e      | 2015 | 1er                                                 | Christoph Lauterbach                                | 5 h 15 min 54 s                                     | 22e                                                 | Alexandra Raddatz                                   | 6 h 41 min 17 s                                     |
| 6e      | 2016 | 1er                                                 | Matthias Baur                                       | 6 h 21 min 26 s                                     | 9e                                                  | Melanie Albrecht                                    | 7 h 45 min 10 s                                     |
| 7e      | 2017 | 1er                                                 | Hannes Namberger                                    | 6 h 42 min 43 s                                     | 7e                                                  | Daniela Oemus                                       | 7 h 41 min 52 s                                     |
| 8e      | 2018 | 1er                                                 | Tobias Henkel                                       | 7 h 15 min 1 s                                      | 2e                                                  | Daniela Oemus — 2e victoire                         | 7 h 19 min 11 s                                     |
| 9e      | 2019 | 1er                                                 | Florian Reichert                                    | 6 h 4 min 59 s                                      | 15e                                                 | Magdalena Łączak                                    | 7 h 29 min 29 s                                     |
| -       | 2020 | Course annulée en raison de la pandémie de Covid-19 | Course annulée en raison de la pandémie de Covid-19 | Course annulée en raison de la pandémie de Covid-19 | Course annulée en raison de la pandémie de Covid-19 | Course annulée en raison de la pandémie de Covid-19 | Course annulée en raison de la pandémie de Covid-19 |
| -       | 2021 | Course annulée en raison de la pandémie de Covid-19 | Course annulée en raison de la pandémie de Covid-19 | Course annulée en raison de la pandémie de Covid-19 | Course annulée en raison de la pandémie de Covid-19 | Course annulée en raison de la pandémie de Covid-19 | Course annulée en raison de la pandémie de Covid-19 |
| 10e     | 2022 | 1er                                                 | Petter Engdahl                                      | 6 h 1 min 41 s                                      | 13e                                                 | Lisa Mehl                                           | 8 h 31 min 0 s                                      |
| 11e     | 2023 | 1er                                                 | Alexander Gepp                                      | 7 h 38 min 42 s                                     | 3e                                                  | Chrissie Wellington                                 | 8 h 25 min 26 s                                     |
| 12e     | 2024 | 1er                                                 | Sebastian Jägerfeld                                 | 6 h 40 min 20 s                                     | 5e                                                  | Ruth Croft                                          | 6 h 49 min 23 s                                     |
| 13e     | 2025 | 1er                                                 | Markus Brennauer                                    | 7 h 10 min 43 s                                     | 30e                                                 | Madeleine Gerweck                                   | 9 h 49 min 7 s                                      |